# Clara Elvira Ospina
Clara Elvira Ospina Garzón (Chiquinquirá, Boyacá, Colombia, 1 de septiembre de 1971) es una periodista y columnista colombiana. Hija del también periodista y poeta boyacense Raúl Ospina Ospina.
Ospina es egresada de Comunicación Social de la Universidad de la Sabana. Inició su carrera periodística en la sección judicial del periódico El Tiempo. Después formó parte del informativo QAP Noticias. En 1998 ingresó a Noticias RCN de RCN Televisión, en calidad de reportera, para luego convertirse en la jefa de emisión, subdirectora (en 2004) y directora en junio de 2008, tras la renuncia de su antecesor Álvaro García Jiménez.
Actualmente radica en Perú y fue directora de prensa de América Televisión y Canal N entre 2012 y 2021. Desde 2021, es fundadora del medio de prensa independiente Epicentro, en donde trabaja junto a los periodistas de investigación más destacados del país como Anuska Buenaluque, David Gómez-Fernandini y Daniel Yovera.

## Controversias

### Línea editorial deNoticias RCN
Ospina manifestó en una entrevista con Semana, días después de su nombramiento como directora del informativo, que Noticias RCN es "menos" uribista "que el país" y "menos de lo que creen nuestros críticos". No obstante, en otra entrevista con El Espectador, Ospina reconoció que "tenemos una magnífica relación con el Gobierno y nadie puede venir aquí a decir que no mostramos los hechos como son". Sin embargo, grupos de miles de televidentes en redes sociales cuestionan el manejo de la noticia donde en los titulares de algunas emisiones no aparecen información relacionada con la directa implicación que tendrían señalamientos a altos funcionarios de gobierno y al mismo presidente Álvaro Uribe Vélez en el caso de las declaraciones del exdirector del organismo máximo de inteligencia DAS (Jorge Noguera) donde señala que todos los informes eran entregados al presidente, jefe superior del mismo. Estos informes han (presuntamente) develado una imparable persecución a periodistas, sindicalistas, miembros de la Corte Suprema de Justicia y políticos de izquierda.

### Controversia por video de Operación Jaque
El 4 de agosto de 2008, poco más de un mes después de ocurrida la Operación Jaque, por la cual el Ejército rescató a 15 secuestrados por las FARC, Noticias RCN emitió un video de 58 minutos en el que se muestra con lujo de detalles cómo se realizó dicho operativo. Luego de la transmisión, el ministerio de Defensa negó haber suministrado la grabación y el gobierno acusó de "traición" a los militares que filtraron el video. Ospina defendió al noticiero, afirmando que la emisión de las imágenes había sido resultado del trabajo de sus periodistas y no de "un negocio", pero no se refirió a las versiones que afirmaban que se pagaron US$60 000 por el material audiovisual.

### Hay Festival
Ospina, quien cubría y participaba en el Hay Festival de Cartagena de Indias en enero de 2009, causó controversia cuando dijo durante una de sus notas periodísticas que "la literatura languideció ante la presencia de Juanes y Miguel Bosé", haciendo referencia a una presentación de ambos cantantes durante el evento. En entrevista con W Radio, Ospina se defendió diciendo que "la música es un arte tan valioso como la literatura" y que "no hay que ser radicales ni yihaidistas de que (sic) la literatura es un arte superior y que la música es un arte inferior". Ospina explicó que cuando dijo la frase se encontraba en la plazoleta ubicada frente al teatro Heredia con la escritora mexicana Alma Guillermoprieto hablando de su último libro, y que la "rebelión" en el fondo del recinto fue una "distracción".

### Entrevista al ministro de Transporte Andrés Uriel Gallego
A finales de febrero de 2009, luego de la emisión de una serie de notas periodísticas titulada Por las trochas de Colombia, en las cuales se evidenciaba el pésimo estado de las carreteras intermunicipales de Colombia, Ospina entrevistó al Ministro de Transporte Andrés Uriel Gallego, asumiendo una posición tan crítica con el funcionario que le reprochó su "incompetencia" y le sugirió que renunciara al cargo.[cita requerida] Columnistas conservadores criticaron a Ospina por su "agresividad" hacia Gallego, quien pertenecía al Partido Conservador Colombiano.

## Trayectoria en Perú
Clara Elvira Ospina actualmente radica en Perú. En marzo de 2012, asumió la dirección periodística del Grupo Plural TV, compuesto por América Televisión y Canal N para lo cual se inició un proceso de reorganización del noticiero América Noticias que finalizó el 31 de julio con el lanzamiento de la nueva imagen de sus noticieros. Además, conduce el programa literario Tiempo de leer en Canal N.
Durante su periodo como directora del área de noticias del Grupo Plural TV, el 21 de diciembre de 2020, anunció que el periodista Augusto Thorndike no renovaría su contrato. Se especuló que su salida fue a raíz de una entrevista al presidente Martín Vizcarra donde le insinúa que podría acabar en la cárcel.[cita requerida] Meses más tarde, Ospina fue despedida de su cargo el 23 de abril de 2021, luego de nueve años de labor, poco después de haberle indicado a la candidata presidencial Keiko Fujimori que no tomaría partido por ninguno de los dos candidatos a presidente de las Segunda Vuelta Electoral de 2021. La decisión fue tomada por el accionado del Grupo El Comercio, con los votos en contra del Grupo La República.
Desde julio de 2021 funda el portal web Epicentro.TV que cuenta a varios periodistas de Cuarto poder como Gabriela García, Daniel Yovera, Anuska Buenaluque, David Gómez-Fernandini y René Gastelumendi. El portal cuenta con un canal de Youtube, en que se produce algunos programas sobre democracia y derechos humanos con apoyo de IDEA Internacional. A diferencia de su etapa en la televisión, Ospina asume varios roles, como los de directora, comunicadora y periodista, y su equipo se encarga de conseguir los invitados. Sin embargo, Ospina denunció que usuarios de redes sociales vinculados con funcionarios de la derecha conservadora la insultan, igual que le ocurrió a Rosa María Palacios.